# Veeltermring
In de ringtheorie, een deelgebied van de wiskunde, is een veeltermring een verzameling van veeltermen in een of meer veranderlijken met coëfficiënten in een ring.

## De veeltermringR[x]{\displaystyle R[x]}
Zij {\displaystyle R} een ring. Een veelterm {\displaystyle f} met coëfficiënten {\displaystyle a_{0},a_{1},a_{2},\ldots ,a_{n}} in {\displaystyle R} is een uitdrukking
{\displaystyle f(x)=\sum _{i=0}^{n}a_{i}x^{i}=a_{0}+a_{1}x+a_{2}x^{2}+\ldots +a_{n}x^{n}~.}
Het getal {\displaystyle n} heet de graad van de veelterm. Als de  coëfficiënt {\displaystyle a_{n}=1} heet de veelterm monisch, of moniek. 
De verzameling {\displaystyle R[x]} van alle veeltermen over {\displaystyle R} kan worden voorzien van een optelling en een vermenigvuldiging. Met deze bewerkingen is {\displaystyle R[x]} een ring.
{\displaystyle \sum _{i=0}^{n}a_{i}x^{i}+\sum _{i=0}^{m}b_{i}x^{i}=\sum _{i=0}^{\max(n,m)}(a_{i}+b_{i})x^{i},}
en
{\displaystyle \left(\sum _{i=0}^{n}a_{i}x^{i}\right)\left(\sum _{j=0}^{m}b_{j}x^{j}\right)=\sum _{k=0}^{n+m}\left(\sum _{i+j=k}a_{i}b_{j}\right)x^{k},}
waarin de veelterm indien nodig aangevuld wordt met termen met coëfficiënt 0.
Het quotiënt van twee veeltermen heet een rationale functie. Dat is in het algemeen geen veelterm, dus vormt de verzameling veeltermen wel een ring, maar geen lichaam/veld.
Als {\displaystyle R} een commutatieve ring is, dan is {\displaystyle R[x]} dat ook, en een algebra over {\displaystyle R}.

## Eigenschappen
- Als {\displaystyle R} een lichaam is, dan is {\displaystyle R[x]} zelfs een euclidisch domein en dus een hoofdideaaldomein.
- Als {\displaystyle R} een uniek factorisatiedomein is, dan is {\displaystyle R[x_{1},\ldots ,x_{n}]} dat ook.
- Als {\displaystyle R} een integriteitsdomein is, dan is {\displaystyle R[x_{1},\ldots ,x_{n}]} dat ook.
- Als {\displaystyle R} Noethers is, dan is {\displaystyle R[x_{1},\ldots ,x_{n}]} dat ook, de basisstelling van Hilbert.
- Elke commutatieve ring die tegelijkertijd een eindig voortgebrachte algebra over een veld is, kan als een quotiëntring worden geschreven, als het quotiënt van een veeltermring en het ideaal ervan.